# 광주광역시의 초등학교 목록
다음은 광주광역시의 초등학교 목록이다. 아래 목록은 찾기의 편의를 위하여 공통적으로 '광주'로 시작하는 학교는 '광주'를 생략하였고, 그 다음 글자로 정렬의 대상으로 삼았다.

## 가
각화초등학교 · 
건국초등학교 · 
경양초등학교 · 
계림초등학교 · 
계수초등학교 · 
고실초등학교 · 
광림초등학교 · 
광주교육대학교 광주부설초등학교 · 
광천초등학교 · 
극락초등학교 · 
금구초등학교 · 
금당초등학교 · 
금부초등학교 · 
금호초등학교

## 나
남초등학교 · 
농성초등학교

## 다
대반초등학교 · 
대성초등학교 · 
대자초등학교 · 
대촌중앙초등학교 · 
도산초등학교 · 
동곡초등학교 · 
동림초등학교 · 
동산초등학교 · 
동운초등학교 · 
동초등학교 · 
동초등학교 충효분교 · 
두암초등학교

## 마
마재초등학교 · 
마지초등학교 · 
만호초등학교 · 
매곡초등학교 · 
목련초등학교 · 
무등초등학교 · 
무학초등학교 · 
문산초등학교 · 
문우초등학교 · 
문정초등학교 · 
문화초등학교 · 
문흥중앙초등학교 · 
문흥초등학교 · 
미산초등학교

## 바
방림초등학교 · 
백운초등학교 · 
본량초등학교 · 
본촌초등학교 · 
봉산초등학교 · 
봉선초등학교 · 
봉주초등학교 · 
불로초등학교 · 
비아초등학교 · 
빛고을초등학교

## 사
산수초등학교 · 
산월초등학교 · 
산정초등학교 · 
살레시오초등학교 · 
삼각초등학교 · 
삼도초등학교 · 
삼육초등학교 · 
삼정초등학교 · 
상무초등학교 · 
새별초등학교 · 
서광초등학교 · 
서림초등학교 · 
서산초등학교 · 
서석초등학교 · 
서일초등학교 · 
서초등학교 · 
선운초등학교 · 
선창초등학교 · 
성덕초등학교 · 
성진초등학교 · 
송우초등학교 · 
송원초등학교 · 
송정동초등학교 · 
송정서초등학교 · 
송정중앙초등학교 · 
송정초등학교 · 
송학초등학교 · 
수문초등학교 · 
수완초등학교 · 
수창초등학교 · 
신가초등학교 · 
신암초등학교 · 
신용초등학교 · 
신창초등학교

## 아
양동초등학교 · 
양산초등학교 · 
양지초등학교 · 
어등초등학교 · 
어룡초등학교 · 
연제초등학교 · 
염주초등학교 · 
영천초등학교 · 
오정초등학교 · 
오치초등학교 · 
용두초등학교 · 
용봉초등학교 · 
용산초등학교 · 
용주초등학교 · 
우산초등학교 · 
운남초등학교 · 
운리초등학교 · 
운암초등학교 · 
운천초등학교 · 
월계초등학교 · 
월곡초등학교 · 
월봉초등학교 · 
월산초등학교 · 
유덕초등학교 · 
유안초등학교 · 
유촌초등학교 · 
율곡초등학교 · 
은빛초등학교 · 
일곡초등학교 · 
일동초등학교 · 
일신초등학교 · 
임곡초등학교

## 자
장덕초등학교 · 
장산초등학교 · 
장원초등학교 · 
정암초등학교 · 
제석초등학교 · 
조봉초등학교 · 
주월초등학교 · 
중앙초등학교 · 
중흥초등학교 · 
지산초등학교 · 
지산초등학교 북분교 · 
진남초등학교 · 
진만초등학교 · 
진월초등학교 · 
진제초등학교

## 김도윤
첨단초등학교 · 
치평초등학교

## 카
큰별초등학교

## 타
태봉초등학교

## 파
평동초등학교 · 
풍암초등학교 · 
풍영초등학교 · 
풍향초등학교

## 하
하남중앙초등학교 · 
하남초등학교 · 
하백초등학교 · 
학강초등학교 · 
학운초등학교 · 
한울초등학교 · 
화개초등학교 · 
화정남초등학교 · 
화정초등학교 · 
효광초등학교 · 
효덕초등학교 · 
효동초등학교 · 
효천초등학교